# Brescia Calcio
Il Brescia Calcio, più semplicemente noto come Brescia, è stata una società calcistica italiana con sede nella città di Brescia.
Fondato nel 1911, il club figura al quindicesimo posto nella graduatoria della tradizione sportiva italiana secondo i criteri della FIGC e detiene i record di partecipazioni totali e di partecipazioni consecutive ai campionati di Serie B. Tra i ventitré campionati di Serie A disputati, il miglior risultato del Brescia è stato l'ottavo posto ottenuto al termine della stagione 2000-2001.
In ambito internazionale ha vinto una Coppa dell'Amicizia nel 1967 e una Coppa Anglo-Italiana nel 1994; ha inoltre partecipato a due edizioni della Coppa Intertoto UEFA, disputandone una finale nel 2001. Dal 2024 è membro dell'European Club Association.

## Storia

La formazione del 1929-1930, la prima a giocare in Serie A

Il 17 luglio 1911 la Victoria, l'Unione Sportiva Bresciana e la Gimnasium si fusero, dando vita al Foot Ball Club Brescia, che nella stagione 1913-1914 fu iscritto alla massima serie nazionale, nel girone veneto-emiliano. Nel campionato 1919-1920 arrivò il primo risultato di rilievo: classificandosi secondo nel girone A della Lombardia, il Brescia centrò la qualificazione alle semifinali nazionali, dove arrivò quinto nel girone B.
Nella stagione 1929-1930 il Brescia partecipò al primo campionato di Serie A della storia, che si concluse con il nono posto per le rondinelle. Anche nella Serie A 1930-31 il Brescia si classificò al nono posto. Nel campionato del 1931-1932 la squadra si classificò penultima: i lombardi andarono così incontro alla loro prima retrocessione in assoluto. La risalita fu immediata: i bresciani furono promossi classificandosi secondi nella Serie B 1932-1933. Dopo tre stagioni in Serie A, il Brescia retrocesse in Serie B nella stagione 1935-1936, al termine della quale dovette italianizzare il proprio nome nell'ambito delle leggi volute dallo stato fascista, rinominandosi in Associazione Calcio Brescia, denominazione che manterrà fino al 1976. Nella stagione 1937-1938 la squadra retrocesse, per la prima volta nella sua storia, in Serie C, per poi tornare, tuttavia, nella serie cadetta dopo una sola stagione. Il Brescia fu promosso in Serie A nella stagione 1942-1943 e disputò poi il campionato Alta Italia 1944 a seguito degli eventi bellici, piazzandosi secondo dietro all'Ambrosiana-Inter e perdendo in seguito lo spareggio con il Varese per l'ammissione alle semifinali nazionali. 
Al termine del secondo conflitto mondiale, la squadra bresciana ottenne subito un buon risultato nel campionato 1945-1946, quando giunse quinta nella Serie A Alta Italia, mancando l'accesso al girone nazionale solo dopo i due spareggi giocati contro il Milan. Tuttavia, il diciottesimo posto della stagione successiva costò al Brescia la retrocessione in Serie B. Da qui al 1965 il Brescia disputò 18 campionati di Serie B consecutivi, durante i quali perse due spareggi per la promozione in serie A, rispettivamente nel 1951-1952 con la Triestina e nel 1956-1957 con l'Alessandria. La massima serie venne mantenuta per tre stagioni di seguito, fino alla stagione 1967-1968, dapprima con l'allenatore Renato Gei, sostituito poi da Azeglio Vicini. Dopo un immediato ritorno in Serie A nella stagione 1969-1970, i biancoblù caddero ancora in B.
Nel 1976 la società assunse la nuova denominazione di Brescia Calcio. La massima serie venne ritrovata nel campionato 1980-1981, dopo il terzo posto della stagione precedente in cadetteria. La squadra andò successivamente incontro ad un periodo nero, retrocedendo dapprima in Serie B e, nella stagione successiva, financo in terza serie, dopo più di quarant'anni.
Nel 1982 però, Franco Baribbi subentrò a Mario Cervati alla presidenza.
Dopo tre stagioni trascorse in Serie C1, il Brescia fu protagonista di un doppio salto di categoria sotto la presidenza di Franco Baribbi e con Antonio Pasinato in panchina, vincendo dapprima il campionato di Serie C1 1984-1985 e classificandosi poi al secondo posto nel successivo campionato di Serie B 1985-1986, ritrovando così la Serie A, dove tuttavia la squadra rimase solo per una stagione, retrocedendo infatti come terzultima con 22 punti, ad un solo punto di distacco dalla quartultima Empoli che ottenne la salvezza con 23 punti, scavalcando le Rondinelle all'ultima giornata. Nel campionato di Serie B 1988-1989 i lombardi si salvarono dalla retrocessione solo allo spareggio.

Una formazione del 2000-2001, stagione dell'ottavo posto in Serie A, miglior piazzamento di sempre del Brescia nella massima serie.

Negli anni 1990 le rondinelle disputarono tre campionati di massima serie: 1992-1993, 1994-1995 e 1997-1998. Nel gennaio del 1992 Luigi Corioni era diventato presidente del Brescia, carica che manterrà per 22 anni. Nella stagione 1993-1994, guidata dall'allenatore rumeno Mircea Lucescu, la squadra vinse la Coppa Anglo-Italiana, battendo in finale il Notts County a Wembley. 
Tornato in Serie A nella stagione 2000-2001, nella quale ottenne l'ottavo posto, miglior piazzamento della sua storia nella massima serie, il Brescia, allenato prima da Carlo Mazzone e poi da Gianni De Biasi, conservò il posto nella divisione di vertice per cinque stagioni, durante le quali disputò per due volte la Coppa Intertoto UEFA e giunse in semifinale di Coppa Italia nell'edizione 2001-2002, ottenendo il proprio miglior risultato di sempre nella competizione. Dopo aver perso la finale dei play-off nel campionato di Serie B 2008-2009, il Brescia risalì in Serie A prima della stagione 2010-2011, conclusa con la retrocessione tra i cadetti, dove il club rimarrà per otto anni.
Nel 2017 Massimo Cellino divenne presidente del Brescia. Nella stagione 2018-2019 le rondinelle vinsero, per la quarta volta nella loro storia, il campionato di Serie B, venendo per la prima volta premiati con la Coppa Ali della Vittoria. Tornata in Serie B nel 2020, la squadra retrocesse in Serie C nella stagione 2022-2023 tramite i play-out, perdendoli contro il Cosenza, salvo poi venire riammessa in Serie B 2023-2024 per la mancata iscrizione della Reggina 1914, in cui il Brescia, sotto la guida di Rolando Maran, subentrato a Daniele Gastaldello alla quattordicesima giornata, termina all'ottavo posto in classifica, venendo sconfitto dal Catanzaro per 4 a 2 ai supplementari nella gara secca del turno preliminare dei play off.
La stagione 2024-2025, ancora sotto la guida di Maran, esonerato e sostituito alla sedicesima giornata da Pierpaolo Bisoli per poi essere richiamato alla ventiquattresima, termina con la salvezza all'ultima giornata grazie alla vittoria interna per 2 a 1 contro la Reggiana e agli scontri diretti col Frosinone. Tuttavia, il 22 maggio 2025, il Brescia Calcio viene deferito dalla procura della FIGC per presunte irregolarità nei pagamenti di contributi IRPEF ed INPS riguardanti gli stipendi dei mesi di dicembre e gennaio riscontrati dalla Covisoc dopo una verifica all'agenzia delle entrate e dall'udienza del 29 maggio il Tribunale Federale Nazionale sanziona il Brescia con 8 punti di penalizzazione, dei quali 4 da scontare nella corrente stagione sportiva, declassando la squadra al terzultimo posto con conseguente retrocessione in Serie C. A seguito della mancata ottemperanza delle scadenze federali riguardanti gli emolumenti dei propri tesserati e dipendenti entro il termine ultimo del 6 giugno, in data 3 luglio 2025 la FIGC delibera la non concessione della Licenza Nazionale con conseguente esclusione dal campionato di Serie C 2025-2026.

## Colori e simboli

### Colori

Dario Hübner nel 2000 con la tradizionale seconda divisa bresciana, a tinte inverse.

Nel 1911, anno di fondazione, la maglia fu a strisce verticali arancione-blu, poi dal 1914-15 assunse i colori della Città di Brescia bianco azzurro. Al termine della prima guerra mondiale le divise divennero azzurro Savoia (era anche il colore della nazionale) e furono lasciate bianche solamente nel colletto.
Il motivo a V bianco venne introdotto nel 1927 per poter utilizzare il nuovo campo di calcio della Voluntas (lo Stadium), per essere usato fino al 1940, quando si ritornò alla casacca completamente azzurra.
Nel 1948, anche a causa dell'avvento della repubblica sulla monarchia, la società propose una maglia completamente bianca, con l'azzurro (simbolo della casata dei Savoia) ridotto a colore dei pantaloncini e delle calze.
L'azzurro ritornò presto colore principale e il motivo bianco a V venne reintrodotto nel 1961 in veste augurale dal nuovo presidente Ranzanici. Un'altra modifica arrivò nel 1968 quando la V bianca venne sostituita da una striscia dello stesso colore in diagonale.
La divisa ritornò completamente azzurra nel 1974 (per due anni con una piccola V bianca sul cuore) e rimase così, con l'esclusione del 1985, fino al 1991 quando divenne come quella attuale.
Nel 2011 venne utilizzata, in occasione dei festeggiamenti per il centenario della società, una maglia azzurra con banda verticale centrale bianca, in omaggio a una delle divise utilizzate nelle prime gare agli inizi del '900. Su questa maglia speciale venne riportato anche uno stemma celebrativo, simile al precedente ma con il leone rampante più particolareggiato e due rami d'alloro dorati ai lati dello scudo.
Per la stagione 2012-2013 la società ha indetto un sondaggio online per far scegliere ai tifosi la seconda maglia, tra due proposte. La stessa cosa è avvenuta pure per scegliere la terza maglia, con ben 8 proposte tra cui poter scegliere.
| La prima divisa del 1911 | L'altra divisa del 1912 | La divisa del 1930-31 | La divisa del Centenario (2010-11) | La divisa azzurra, utilizzata in varie stagioni | La divisa del 1948 | La divisa del 1969-1970 |

### Simboli ufficiali

#### Stemma
Fino agli anni 1960 il Brescia non ha avuto un proprio emblema societario.
Il primo stemma apparve nel 1965, consistente in un semplice scudetto azzurro, nel quale la figura del leone rampante aureo (simbolo araldico della città) si sovrapponeva al disegno dello scaglione rovesciato bianco. Da tale primo disegno si articolarono gran parte dei simboli successivamente adottati dalle rondinelle.
Nel 1970 la forma dello scudetto venne modificata, assumendo un profilo più affusolato, il leone fu ridisegnato, lo scaglione venne compresso orizzontalmente e centrato rispetto all'insieme. In capo a tutto fu inserita una fascia ricurva dorata contenente la denominazione sociale A.C. Brescia a lettere azzurre. Sei anni dopo l'emblema assunse la foggia di scudo svizzero, leone e scaglione furono nuovamente ridisegnati, mentre la fascia col nome (modificato in Brescia S.p.A.) venne incurvata nel senso opposto, colorata di bianco e separata dalla cuspide dello scudo.
Una novità significativa fu introdotta nel 1980, allorché venne introdotto un nuovo logotipo sotto forma di cerchio azzurro contenente a tutto campo il disegno della testa di un leone di colore bianco (la quale, a differenza dei loghi precedenti, guardava a destra anziché a sinistra), senza scritte o finiture di corredo. Già due anni dopo, tuttavia, tale identificativo fu accantonato in favore di quello del 1970, leggermente rivisto nella foggia e nei colori.
Effimero fu anche il rebranding del 1990, allorché la combinazione leone rampante-scaglione fu ridisegnata nel solo colore bianco (con sottili finiture dorate) e collocata in un cerchio azzurro avente in capo la nuova denominazione Brescia Calcio e inferiormente l'anno di fondazione, il tutto a caratteri candidi. Già nel 1991 venne infatti ripristinato il vecchio scudetto del 1970, modificato al fine di renderne le forme più essenziali e moderne, nonché aggiornato nelle parti testuali, ai sensi del nuovo assetto societario.
Tale simbolo venne ulteriormente ammodernato nel 2011, sempre e comunque mantenendone inalterato il disegno di base: la modifica riguardò unicamente le parti testuali (ricollocati, a lettere bianche, entro lo scudo), l'eliminazione del bordo aureo attorno allo scaglione e il redesign della figura del leone rampante. Nel corso delle celebrazioni per il centenario di fondazione a tale logo vennero aggiunti un bordo aureo più spesso, una corona di rami d'alloro di cintura e la dicitura Brescia Century 1911-2011.
Nel 2017 l'emblema uscì tuttavia dalla disponibilità delle "rondinelle": nel 2006 infatti Brescia Service - il soggetto giuridico che all'epoca controllava il club sotto l'egida del gruppo Corioni - l'aveva conferito alla Selmabipiemme Leasing, società del gruppo Mediobanca, nel quadro di una complessa operazione finanziaria volta a garantire liquidità alle finanze sociali, salvo poi non riuscire a far fronte al ripianamento del leasing e non poter più dunque usufruire di tale scudetto. Dopo aver utilizzato per qualche tempo del solo disegno del leone, senza altri segni grafici, nel novembre 2017 il club si dotò di un nuovo logo, che consiste nella testa del leone stilizzata e colorata di bianco e blu, tagliata solo dallo scaglione rovesciato. Sopra la testa del leone campeggia la sigla BSFC, abbreviazione di Brescia Football Club, di colore oro.
| 1991-2011 | 2012-2017 | 2017-2025 |
| --------- | --------- | --------- |

#### Inno
Nel 2010 fu introdotto l'attuale inno del club, cantato da Silvia Fusè e intitolato Cuore bianco azzurro.
Negli anni precedenti vennero utilizzati Brescia di ferro, cantata da Jonathan Silva, e Nel Biancoblù di Omar Pedrini.

## Strutture

### Stadio

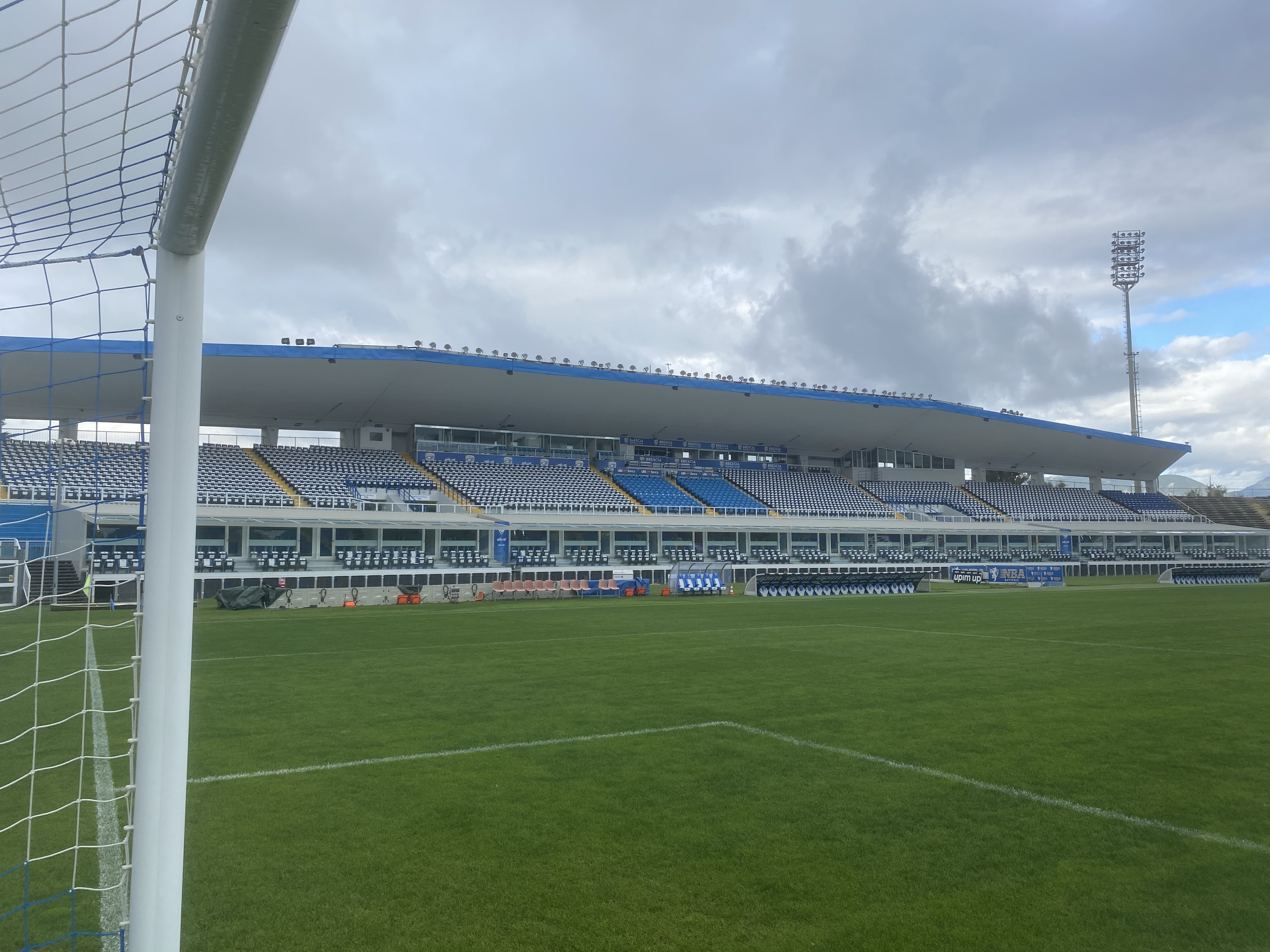
Lo stadio Rigamonti nel 2020

Prima della fondazione del Football Club Brescia, avvenuta nel 1911, le società sportive bresciane che giocavano anche a calcio, come il Club Forti e Liberi, la Gymnasium dei Padri della Pace, l'Unione Sportiva Bresciana e il Club Sportivo Brixia, si esibivano in partite sul Campo Marte, dalle parti di Porta Trento, e sul campo sportivo dei Mitraglieri Fiat, in via Mantova.
Nel 1911, sulle ali dell'entusiasmo per la fondazione della nuova società calcistica, si pensò alla costruzione di un primo campo ufficiale e comune all'intera città: la scelta cadde sul "Campo Fiera", situato fra il cimitero Vantiniano e il ponte di San Giacomo, in quella che sarebbe poi diventata la via Francesco Nullo. Considerato il cuore della Brescia sportiva, il nuovo campo misurava 90x50 metri, con tribune, spogliatoi, docce, garage per carrozze, biciclette e automobili, ed era circondato da una spalliera di legno. Venne inaugurato il 19 maggio 1912, quando il Brescia giocò contro il Savoia Milano, partita valida per la finale di ritorno del girone lombardo del campionato di Terza Categoria: le due squadre pareggiarono 1-1, ma dato che le Rondinelle avevano vinto la partita di andata per 3-2, per somma di reti vinsero il titolo di campioni regionali e l'accesso al campionato successivo di Promozione.
Nell'agosto del 1919 si giunse all' inaugurazione del nuovo campo sociale nell'attuale via Cadorna. Era cintato, con annessi spogliatoi, chalet, recinto per automobili e un'ampia tribuna coperta; venne utilizzato dalla squadra bresciana per alcuni anni, fino al 1923. Dal 1924, la squadra si trasferì nel più esteso impianto situato dalle parti di Porta Venezia, costruito in origine per la Gymnasium e detto Stadium di viale Piave. Progettato nel 1921 dal Cav. Giuseppe Freschi, oltre al campo di calcio, era provvisto di una pista podistica, una pedana per salti e lanci, una tribuna coperta in legno per assistere comodamente alle manifestazioni, spogliatoi, docce e bagni. Questo impianto è stato il campo di gioco del Brescia per trentacinque anni, fino al 1959.
Tuttavia, già nel 1956 il Comune ebbe l'idea di trasferire la società in uno stadio più moderno e più adatto a ospitare le partite della nuova Serie B: incominciarono così i lavori di ristrutturazione e costruzione delle tribune al campo che già esisteva in via Giovanni Novogani. Questi furono completati appunto nel 1959 e le Rondinelle poterono incominciare a disputare le proprie partite casalinghe nel nuovo stadio Mario Rigamonti, intitolato all'omonimo giocatore del Grande Torino originario della zona di Brescia e scomparso nella tragedia di Superga.
Nel corso degli anni, lo stadio ha subito numerosi interventi di ristrutturazione, il più significativo dei quali nel 2007, con l'adeguamento delle norme di sicurezza. Nel 2012 è stata ristrutturata la curva Nord, con la costruzione di una nuova struttura in tubolari, avvicinata per una migliore visuale; per lo stesso motivo, sono state eliminate le reti di protezione. La nuova curva è stata inaugurata in occasione della partita contro la Pro Vercelli, disputata il 28 ottobre di quello stesso anno. L'11 agosto 2013, la curva viene intitolata ad Andrea Toninelli, ragazzo morto tornando dalla trasferta della semifinale play-off di due mesi prima.

### Centro di allenamento
La squadra, fino all'estate 2018, si allenava presso il Centro Sportivo San Filippo, dove si trovava anche la sede della società (ora sita in via Solferino 32) e dove tutt'oggi disputa le proprie gare interne la squadra Primavera. Dal 2019 al 2025, la squadra si è allenata presso un nuovo centro sportivo realizzato su volontà del presidente Massimo Cellino situato nel comune di Torbole Casaglia.

## Società

### Organigramma societario
Dal sito Internet ufficiale della società.
- Massimo Cellino[41] – Proprietario e presidente
- Edoardo Cellino[41] – Consigliere
- Nicolò Pio Barattieri Di San Pietro[41] – Consigliere
- Stefano Midolo[41] – Consigliere

- Andrea Mastropasqua[41] – Direttore Generale
- Renzo Castagnini[41] – Direttore Sportivo
- Stefania Arca[41] – Segretaria di Presidenza
- Edoardo Piovani[41] – Team Manager, Responsabile Comunicazione
- Simone Praticò[41] – Segretario Sportivo
- Cristian Leali[41] – Responsabile Sicurezza
- Francesco Zani[41] – SLO

- Eugenio Bianchini[41] – Direttore Operativo
- Aldo Nicolimi[41] – Responsabile Area Tecnica
- Alberto Bonometti[41] – Segreteria
- Alessandra Galliani[41] – Segretaria

### Sponsor
| Cronologia degli sponsor tecnici - 1979-1983 Tepa Sport - 1982-1983 Umbro - 1983-1990 Gazelle - 1990-1991 Bontempi Sport - 1991-1994 Uhlsport - 1994-1997 ABM - 1997-1998 Erreà - 1998-2002 Garman - 2002-2003 Umbro - 2003-2006 Kappa - 2006-2009 Asics - 2009-2012 Mass - 2012-2013 Givova - 2013-2014 Adidas - 2014-2015 Joma - 2015-2019 Acerbis - 2019-2025 Kappa |

### Settore giovanile
Secondo l'organigramma attuale, il settore giovanile del Brescia, diretto da Christian Botturi, comprende, oltre alla Scuola calcio, un totale di undici formazioni: Primavera, Under 17, Under 16, Under 15, Giovanissimi (che includono le squadre Under 13 e Under 14), Under 12, Under 11 e Pulcini (con le squadre Under 8, Under 9 e Under 10).
Nella sua storia, la Primavera delle Rondinelle ha conquistato l'ultima edizione del campionato di categoria della Serie B (1968-1969) e, pochi anni dopo, il suo primo e finora unico Campionato Primavera (1974-1975). In quest'ultima occasione, i bresciani sconfissero in finale i pari età del Napoli. Fra i membri di quella squadra figuravano il terzino destro Gabriele Podavini (futuro caposaldo sia della prima squadra bresciana, sia della Lazio) e il fantasista Evaristo Beccalossi, che poi conobbe il periodo più fortunato della sua carriera con le stesse Rondinelle e con l'Inter. L'allenatore, invece, era Mauro Bicicli, che proprio nel Brescia aveva chiuso la carriera da giocatore: in seguito, fu chiamato alla guida della prima squadra in due diverse occasioni. I bianco-azzurri si sono aggiudicati anche il Torneo di Viareggio del 1996, presentando una squadra che comprendeva i centrocampisti Roberto Baronio e Andrea Pirlo e l'attaccante Marcello Campolonghi, risultato alla fine capocannoniere del torneo.
Fra le altre cose, il Brescia deve la sua fama anche alla generosità del suo vivaio, da cui lungo gli anni sono emersi numerosi talenti capaci di affermarsi a livello nazionale e, in alcuni casi, anche internazionale. Il portiere Giuseppe Trivellini, che esordì ad appena sedici anni nelle prime partite ufficiali della squadra, è solo il primo di una serie di giocatori che, una volta emersi in giovane età, decisero di legare la maggior parte della loro carriera, se non tutta, alla maglia bianco-azzurra: fra questi, Carlo Albini, Giovanni Azzini, Egidio Salvi, Stefano Bonometti (tuttora primatista assoluto di presenze con i lombardi) e Marco Zambelli.
Invece, fra i giocatori che hanno continuato il loro fortunato percorso in altre squadre si possono segnalare Renato Gei, Danilo Martelli (scomparso prematuramente a Superga), Ottavio Bianchi, Giuseppe Tomasini, Evaristo Beccalossi, Eugenio Corini, Paolo Negro, Roberto Baronio, Daniele Bonera, Federico Agliardi, Marek Hamšík, Alessio Cragno e, forse il più importante di tutti, Andrea Pirlo, destinato anche a fregiarsi del titolo di Campione del mondo nel 2006.

## Presidenti e allenatori
- 1911-1915:  Franco Apollonio
- 1918-1919:  conte Camillo Martinoni
- 1919-1920:  Franco Apollonio
- 1920-1923:  Alberto Genna
- 1923-1924: Comitato di reggenza composto da:  Enrico Dall'Era,  Battista Pisa,  rag. Spinelli
- 1924-1926:  Gino Rovetta
- 1926-1931:  conte Franco Mazzotti
- 1931-1933:  Ing. Federico Palazzoli
- 1933-1934: Comitato di reggenza composto da:  Vignola,  Torresani,  Masini
 Alfredo Rocchi (Commissario straordinario)
 Renzo Castagneto (Commissario straordinario)
- 1934-1935:  Fortunato Vicari
 Alfredo Rocchi
- 1935-1937: Alfredo Rocchi
- 1937-1938:  Innocente Dugnani
- 1938-1944:  Pier Carlo Beretta
- 1945-1947:  Angelo Gialdini
- 1947-1948:  Primo Cavellini
- 1948-1949:  Primo Cavellini
 Alberto Cucchi (Commissario straordinario)
 Primo Cavellini (Commissario straordinario)
- 1949-1951:  Alberto Cucchi
- 1951-1952:  Antonio Vailati (Commissario straordinario)
Consiglio di reggenza composto da:  Antonio Vailati,  Carlo Antonini,  Francesco Carpani,  Geo Ferrari,  Gianni Ferrari,  Franco Gnutti
- 1952-1954: Consiglio di reggenza composto da:  Antonio Vailati,  Carlo Antonini,  Francesco Carpani,  Geo Ferrari,  Gianni Ferrari,  Franco Gnutti
- 1954-1955: Consiglio di reggenza composto da:  Antonio Vailati,  Carlo Antonini,  Franco Gnutti,  Agostino Marzoli,  Pier Carlo Beretta
- 1955-1959: Consiglio di reggenza composto da:  Carlo Antonini,  Franco Gnutti,  Agostino Marzoli,  Pier Carlo Beretta,  Alfredo Rocchi
- 1959-1961:  Pier Carlo Beretta
- 1961-1964:  Enrico Ranzanici
- 1964-1966:  Giacomo Ghidini
- 1966-1968:  Aldo Lupi
- 1968-1969:  Bruno Boni
- 1969-1970:  Aldo Lupi
- 1970-1975:  Oscar Comini
- 1975-1976:  Renato Cavalleri
- 1976-1981:  Sergio Saleri
- 1981-1982:  Mario Cervati
- 1982-1989:  Franco Baribbi
- 1989-1990:  Luciano Ravelli
- 1990-1992:  Claudio Cremonesi
- 1992-2014:  Luigi Corioni
- 2014-2015:  Luigi Ragazzoni (Commissario straordinario)
- 2015-2017:  Alessandro Triboldi
- 2017-2025:  Massimo Cellino

- 1908-1912:  Ettore Bacchelli
- 1912-1913:  Alfredo Ratti
- 1913-1915:  Fritz Ruchti
- 1919-1920: Commissione Tecnica composta da  Guido Mori e  Vittorio Castelli
- 1920-1921:  Antonín Fivebr (1ª-?ª)
 Imre Schoffer (?ª-6ª)
- 1921-1923:  Imre Schoffer
- 1923-1924:  Imre Payer
- 1924-1925:  Imre Payer (1ª-?ª)
Commissione tecnica composta da  Agostino Marzoli,  Battista Pisa,  Enrico Dell'Era e  Virgilio Vasconi (?ª-22ª)
- 1925-1926: Commissione tecnica guidata da  Evaristo Frisoni
- 1926-1927:  James Bellamy
- 1927-1928:  James Bellamy (1ª-22ª)
 Bigio Vielmi (tournée estiva)
- 1928-1932:  Imre Schoffer
- 1932-1935:  György Hlavay
- 1935-1937:  Umberto Caligaris
- 1937-1938:  Mariano Tansini
- 1938-1942:  Evaristo Frisoni
- 1942-1944:  József Bánás
- 1945-1946:  Giovanni Ferrari (1ª)
 Mario Perazzolo (2ª-26ª e spareggi)
- 1946-1947:  József Bánás (1ª)
 Lorenzo De Vecchi (2ª-38ª)
- 1947-1948:  Andrea Gadaldi
- 1948-1950:  Imre Senkey
- 1950-1952:  Luigi Bonizzoni
- 1952-1953:  Luigi Bertolini (1ª-8ª)
 Angelo Pasolini (9ª-10ª)
 Giuseppe Galluzzi (11ª-34ª)
- 1953-1954:  Luigi Bonizzoni
- 1954-1955:  Mario Perazzolo
- 1955-1958:  Osvaldo Fattori
- 1958-1959:  Osvaldo Fattori (1ª-21ª)
 Aldo Olivieri (22ª-38ª)
- 1959-1960:  Carlo Alberto Quario
- 1960-1961:  György Sárosi (1ª-9ª)
 Aldo Giuliani e  Andrea Gadaldi (10ª-12ª)
 Alberto Eliani (13ª-38ª)
- 1961-1962:  Alberto Eliani (1ª-6ª)
 Luigi Bonizzoni (7ª-38ª)
- 1962-1963:  Luigi Bonizzoni
- 1963-1967:  Renato Gei
- 1967-1968:  Azeglio Vicini
- 1968-1969:  Arturo Silvestri
- 1969-1970:  Arturo Silvestri (1ª-12ª)
 Mido Bimbi (13ª-30ª)
- 1970-1971:  Andrea Bassi
- 1971-1972:  Andrea Bassi (1ª-32ª)
 Giuliano Piovanelli (33ª-38ª)
- 1972-1973:  Giuliano Piovanelli (1ª-19ª)
 Renato Gei (20ª-38ª)
- 1973-1974:  Renato Gei (1ª-18ª)
 Umberto Pinardi (19ª-38ª)
- 1974-1975:  Umberto Pinardi
- 1975-1976:   Antonio Valentín Angelillo
- 1976-1977:   Antonio Valentín Angelillo (1ª-20ª)
 Mauro Bicicli (21ª-38ª)
- 1977-1978:  Gianni Seghedoni
- 1978-1980:  Luigi Simoni
- 1980-1981:  Alfredo Magni
- 1981-1982:  Alfredo Magni (1ª-14ª)
 Marino Perani (15ª-38ª)
- 1982-1983:  Maurizio Bruno (1ª-10ª)
 Mauro Bicicli (11ª-34ª)
- 1983-1984:  Corrado Orrico (1ª-27ª)
 Guido Settembrino (28ª-34ª)
- 1984-1986:  Antonio Pasinato
- 1986-1988:  Bruno Giorgi
- 1988-1989:  Vincenzo Guerini (1ª-16ª)
 Massimo Giacomini (17ª-28ª)
 Vincenzo Guerini (29ª-38ª)
- 1989-1990:  Sergio Cozzi e  Franco Varrella (D.T.)
- 1990-1991:  Bruno Mazzia (1ª-3ª)
 Bruno Bolchi (4ª-38ª)
- 1991-1994:  Adelio Moro e  Mircea Lucescu (D.T.)
- 1994-1995:  Adelio Moro e  Mircea Lucescu (D.T.) (1ª-20ª)
 Luigi Maifredi (21ª-26ª)
 Adelio Moro (27ª-34ª)
- 1995-1996:  Adelio Moro e  Mircea Lucescu (D.T.) (1ª-24ª)
 Edoardo Reja (25ª-38ª)
- 1996-1997:  Edoardo Reja
- 1997-1998:  Edoardo Reja (precampionato)
 Giuseppe Materazzi (1ª-10ª)
 Paolo Ferrario (11ª-31ª)
 Egidio Salvi e  Adriano Bacconi (D.T.) (32ª-34ª)
- 1998-1999:  Silvio Baldini
- 1999-2000:  Silvio Baldini (precampionato)
 Nedo Sonetti (1ª-38ª)
- 2000-2003:  Carlo Mazzone
- 2003-2004:  Gianni De Biasi
- 2004-2005:  Gianni De Biasi (1ª-23ª)
 Alberto Cavasin (24ª-38ª)
- 2005-2006:  Rolando Maran (1ª-31ª)
 Zdeněk Zeman (32ª-42ª)
- 2006-2007:  Mario Somma (1ª-25ª)
 Serse Cosmi (26ª-42ª)
- 2007-2008:  Serse Cosmi
- 2008-2009:  Serse Cosmi (1ª-5ª)
 Nedo Sonetti (6ª-40ª)
 Alberto Cavasin (41ª-42ª e play-off)
- 2009-2010:  Alberto Cavasin (1ª-8ª)
 Giuseppe Iachini (9ª-42ª e play-off)
- 2010-2011:  Giuseppe Iachini (1ª-15ª)
 Mario Beretta (16ª-22ª)
 Giuseppe Iachini (23ª-38ª)
- 2011-2012:  Giuseppe Scienza (1ª-19ª)
 Alessandro Calori (20ª-42ª)
- 2012-2013:  Alessandro Calori
- 2013-2014:  Marco Giampaolo (1ª-5ª)
 Fabio Micarelli (6ª)
 Luigi Maifredi (7ª)
 Cristiano Bergodi (8ª-27ª)
 Ivo Iaconi (28ª-42ª)
- 2014-2015:  Ivo Iaconi (1ª-18ª)
 Ivan Javorčić (19ª-22ª)
 Salvatore Giunta (23ª-26ª)
 Alessandro Calori (27ª-42ª)
- 2015-2016:  Roberto Boscaglia
- 2016-2017:  Cristian Brocchi (1ª-30ª)
 Luigi Cagni (31ª-42ª)
- 2017-2018:  Roberto Boscaglia (1ª-8ª)
 Pasquale Marino (9ª-21ª)
 Roberto Boscaglia (22ª-38ª)
 Ivo Pulga (39ª-42ª)
- 2018-2019:  David Suazo (1ª-3ª)
 Eugenio Corini (4ª-38ª)
- 2019-2020:  Eugenio Corini (1ª-11ª)
 Fabio Grosso (12ª-14ª)
 Eugenio Corini (15ª-22ª)
 Diego Luis López (23ª-38ª)
- 2020-2021:  Luigi Delneri (1ª-2ª)
 Diego Luis López (3ª-10ª)
 Daniele Gastaldello (Recupero 5ª)
 Davide Dionigi (11ª-20ª)
 Josep Clotet Ruiz (21ª-38ª)
- 2021-2022:  Filippo Inzaghi (1ª-31ª)
 Eugenio Corini (32ª-38ª)
- 2022-2023:  Josep Clotet Ruiz (1ª-18ª)
 Alfredo Aglietti (19ª-20ª)
 Josep Clotet Ruiz (21ª-23ª)
 Davide Possanzini (24ª-25ª)
 Daniele Gastaldello (26ª-38ª)
- 2023-2024:  Daniele Gastaldello (1ª-12ª)
 Luca Belingheri (13ª) (ad interim)
 Rolando Maran (14ª-38ª)
- 2024-2025:  Rolando Maran (1ª-16ª)
 Pierpaolo Bisoli (17ª-23ª)
 Rolando Maran (24ª-38ª)

## Calciatori
Sono stati ritirati i seguenti numeri di maglia:
- 10: appartenuto a Roberto Baggio.
- 13: appartenuto a Vittorio Mero, deceduto in seguito a un incidente automobilistico.

## Palmarès

### Competizioni internazionali
- Coppa dell'Amicizia italo-svizzera: 1

1967
- Coppa Anglo-Italiana: 1

1993-1994

### Competizioni nazionali
- Serie B: 4

1964-1965, 1991-1992, 1996-1997, 2018-2019
- Serie C: 1

1938-1939 (finali Nord)
- Serie C1: 1

1984-1985 (girone A)

### Competizioni regionali
- Terza Categoria: 1

1911-1912 (girone lombardo)

### Competizioni giovanili
- Campionato Primavera: 1

1974-1975
- Campionato Primavera (Serie B): 1

1968-1969
- Torneo di Viareggio: 1

1996
- Campionato De Martino (Serie B): 2

1960-1961, 1968-1969
- Campionato Riserve: 1

1946-1947

### Onorificenze
- Stella d'oro al merito sportivo

## Statistiche e record

### Partecipazione ai campionati
| Livello | Categoria           | Partecipazioni | Debutto   | Ultima stagione | Totale |
| ------- | ------------------- | -------------- | --------- | --------------- | ------ |
| 1º      | Prima Categoria     | 1              | 1919-1920 | 1919-1920       | 33     |
| 1º      | Prima Divisione     | 5              | 1921-1922 | 1925-1926       | 33     |
| 1º      | Divisione Nazionale | 4              | 1926-1927 | 1945-1946       | 33     |
| 1º      | Serie A             | 23             | 1929-1930 | 2019-2020       | 33     |
| 2º      | Serie B             | 66             | 1932-1933 | 2024-2025       | 66     |
| 3º      | Serie C             | 1              | 1938-1939 | 1938-1939       | 4      |
| 3º      | Serie C1            | 3              | 1982-1983 | 1984-1985       | 4      |

### Partecipazione alle coppe nazionali
| Competizione         | Partecipazioni | Debutto   | Ultima stagione | Totale |
| -------------------- | -------------- | --------- | --------------- | ------ |
| Coppa Italia         | 75             | 1926-1927 | 2024-2025       | 79     |
| Coppa Alta Italia    | 1              | 1945-1946 | 1945-1946       | 79     |
| Coppa Italia Serie C | 3              | 1982-1983 | 1984-1985       | 79     |

### Partecipazione alle competizioni UEFA
| Competizione UEFA | Partecipazioni | Debutto | Ultima stagione | Totale |
| ----------------- | -------------- | ------- | --------------- | ------ |
| Coppa Intertoto   | 2              | 2001    | 2003            | 2      |

### Statistiche di squadra
| Serie A - Migliori vittorie nei campionati nazionali Brescia-Bologna 10-0 (1929) Savona-Brescia 0-7 (1923) Brescia-Pisa 6-1 (1925) - Miglior vittoria in Serie A Brescia-Alessandria 7-3 (1931) - Peggiori sconfitte nei Campionati nazionali Torino-Brescia 11-0 (1928) Inter-Brescia 8-0 (1915) Vicenza-Brescia 6-0 (1914) Inter-Brescia 6-0 (1920) Bologna-Brescia 6-0 (1926) - Peggiori sconfitte in Serie A Inter-Brescia 7-0 (1966) Bologna-Brescia 7-1 (1931) Fiorentina-Brescia 7-1 (1967) Bologna-Brescia 6-1 (1932) Lazio-Brescia 6-3 (1947) Inter-Brescia 6-0 (2020) - Pareggio con maggior numero di reti Brescia-Reggina 4-4 (2004) | Serie B - Migliori vittorie in Serie B Brescia-Anconitana 12-0 (1951) Brescia-Pisa 8-0 (1941) Brescia-Novara 8-0 (1961) Padova-Brescia 0-6 (1940) Brescia-Verona 6-0 (1941) Prato-Brescia 0-6 (1942) Brescia-Cosenza 6-0 (1964) Brescia-Reggiana 6-1 (1950) Brescia-Prato 6-2 (1942) Pro Sesto-Brescia 2-6 (1950) Brescia-Monza 5-0 (1993) Foggia-Brescia 0-5 (1995) Brescia-Crotone 5-0 (2012) - Pareggio con maggior numero di reti Ascoli-Brescia 4-4 (1994) Brescia-Spezia 4-4 (2019) |

### Statistiche individuali
Primatisti di presenze e reti nei maggiori campionati, coppe escluse. In grassetto i giocatori ancora in attività.
Aggiornato al 10 dicembre 2024.
| Classifica presenze - 421 Stefano Bonometti (1978-1989, 1990-1996) - 401 Egidio Salvi (1963-1968, 1969-1980) - 400 Andrea Caracciolo (2001-2002, 2003-2005, 2008-2011, 2012-2018) - 327 Carlo Albini (1935-1949) - 281 Antonio Filippini (1995-2004, 2010-2011) - 277 Marco Zambelli (2003-2015) - 276 Dimitri Bisoli (2016-2025) - 264 Luigi Cagni (1969-1978) - 260 Luigi Brotto (1959-1970) - 260 Virginio De Paoli (1961-1966, 1968-1972) | Classifica marcatori - 173 Andrea Caracciolo (2001-2002, 2003-2005, 2008-2011, 2012-2018) - 102 Virginio De Paoli (1961-1966, 1968-1972) - 84 Luigi Giuseppe Giuliani (1929-1931, 1933-1934) - 75 Dario Hübner (1997-2001) - 71 Tullio Gritti (1982-1987, 1988-1989) - 58 Davide Possanzini (2005-2011) - 51 Maurizio Neri (1993-1999) - 48 Ettore Bertoni (1946-1947, 1948-1950) - 48 Renato Gei (1938-1941, 1944, 1953-1955) - 45 Roberto Baggio (2000-2004) |

## Tifoseria

### Storia

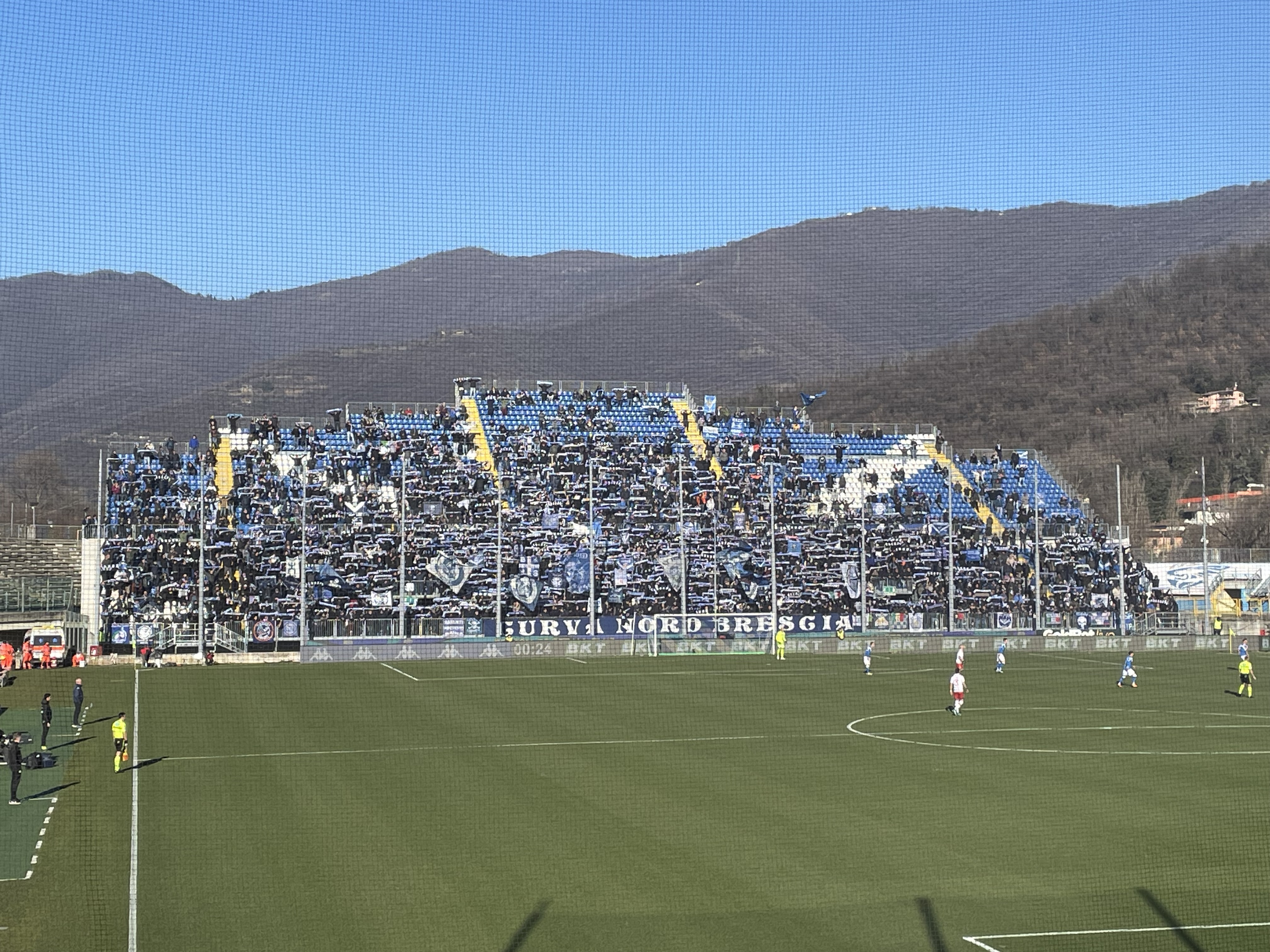
La curva nord dello stadio Rigamonti durante una partita interna del Brescia

Il primo gruppo organizzato nacque agli inizi degli anni 1960 col nome 21+ (questo nome derivò dal numero dei soci fondatori, tutti ragazzi della città, che erano appunto 21). Nel 1979 furono invece fondati gli Ultras Brescia (conosciuti anche come "U*BS"), settore della tifoseria che negli anni ha guidato la curva nord del Rigamonti e si è fatto apprezzare per calore e attaccamento alla maglia, ma si è anche reso famoso per essere stato un gruppo intransigente e molto turbolento, facile a scontrarsi con le tifoserie rivali e con le forze dell'ordine, allo stadio Rigamonti come in trasferta.
Ad esempio, nella gara del 1992 disputata a Piacenza, i tifosi bresciani sfondarono la cancellata del settore ospiti invadendo il terreno di gioco con la conseguente sospensione della partita. L'anno seguente, nel derby lombardo con l'Atalanta, dopo il furto dello striscione ai "rivali" bergamaschi, seguirono violenti scontri in campo e per tutto l'arco della giornata, con numerosi feriti tra le due tifoserie e le forze dell'ordine.
A causa delle continue pressioni dei media e della polizia, dopo la partita Brescia-Roma del campionato 1994-1995, famosa per l'accoltellamento del vice questore Selmin da parte dei tifosi giallo-rossi, si sciolsero gli Ultras Brescia. Da allora si è creata una divisione nella tifoseria organizzata: in curva nord si posizionarono i Brescia 1911 e il gruppo dei Brixia; in curva sud presero invece posto i Brescia Curva Sud e il gruppo Sezione.
Nel 2011, i gruppi Brigata Sballata, Brescia Curva Sud, Brixia, Castel, Brigata Leonessa e Sezione, capendo che le continue scaramucce tra tifosi bresciani erano oramai diventate insostenibili, si riunirono, dando vita al gruppo Curva Nord Brescia e cercando di soffocare le diatribe interne, mentre i Brescia 1911 si trasferirono in gradinata bassa.

### Gemellaggi e rivalità
Tra i gemellaggi della tifoseria bresciana, spicca quello con il Milan, nato negli anni '80 e tra i più duraturi del panorama calcistico italiano, e con la “Curva Te” del Mantova. Esistono poi altri gemellaggi con le tifoserie di Salernitana, Catanzaro e Cesena. Da alcuni anni esiste un gemellaggio molto sentito con i tedeschi del Norimberga.
La rivalità più sentita è quella con l'Atalanta, con cui disputa il cosiddetto Derby Lombardo; subito dopo viene quella con il Verona, nota come derby del Garda e funestata da tafferugli. Altri antagonismi sentiti sono con le romane (Roma e Lazio), le torinesi (Juventus e Torino), il Napoli, il Genoa, il Bologna, il Vicenza, il Latina, il Lecce, il Cosenza, il Cagliari, l'Empoli e l'Inter. A livello regionale è noto anche l'antagonismo con il Como.

## Organico

### Rosa 2024-2025
Rosa aggiornata al 1º febbraio 2025.
| N. |                    | Ruolo | Calciatore       |
| -- | ------------------ | ----- | ---------------- |
| 1  | Italia (bandiera)  | P     | Luca Lezzerini   |
| 5  | Italia (bandiera)  | D     | Gabriele Calvani |
| 6  | Belgio (bandiera)  | C     | Matthias Verreth |
| 7  | Croazia (bandiera) | A     | Ante Matej Jurić |
| 8  | Islanda (bandiera) | C     | Birkir Bjarnason |
| 9  | Italia (bandiera)  | A     | Flavio Bianchi   |
| 11 | Italia (bandiera)  | A     | Gabriele Moncini |
| 12 | Italia (bandiera)  | P     | Michele Avella   |
| 14 | Italia (bandiera)  | C     | Giacomo Maucci   |
| 15 | Italia (bandiera)  | D     | Andrea Cistana   |
| 16 | Italia (bandiera)  | A     | Luca D'Andrea    |
| 18 | Svezia (bandiera)  | D     | Alexander Jallow |
| 19 | Italia (bandiera)  | D     | Niccolò Corrado  |

| N. |                    | Ruolo | Calciatore                |
| -- | ------------------ | ----- | ------------------------- |
| 20 | Italia (bandiera)  | C     | Patrick Nuamah            |
| 21 | Italia (bandiera)  | C     | Riccardo Fogliata         |
| 22 | Italia (bandiera)  | P     | Lorenzo Andrenacci        |
| 23 | Italia (bandiera)  | C     | Nicolas Galazzi           |
| 24 | Italia (bandiera)  | D     | Lorenzo Dickmann          |
| 25 | Italia (bandiera)  | C     | Dimitri Bisoli (capitano) |
| 26 | Italia (bandiera)  | C     | Massimo Bertagnoli        |
| 27 | Italia (bandiera)  | C     | Giacomo Olzer             |
| 28 | Italia (bandiera)  | D     | Davide Adorni             |
| 29 | Italia (bandiera)  | A     | Gennaro Borrelli          |
| 32 | Italia (bandiera)  | D     | Andrea Papetti            |
| 33 | Albania (bandiera) | D     | Zylyf Muça                |
| 39 | Italia (bandiera)  | C     | Michele Besaggio          |

### Staff tecnico
Aggiornato al 28 gennaio 2025.
- Rolando Maran – Allenatore
- Giuseppe Angelini - Allenatore in seconda
- Massimo Lotti – Preparatore dei portieri
- Luigi Posenato – Preparatore atletico
- Renzo Castagnini – Direttore Sportivo
- Davide Bisoli – Match Analyst
- Marco Ermes Rosa – Responsabile sanitario
- Gabriele Crescini – Fisioterapista
- Alex Mario Maggi – Fisioterapista
- Riccardo Raccagni – Fisioterapista